# Salt Mobile
Salt Mobile SA ist der drittgrösste Telekommunikationsanbieter in der Schweiz. Eigentümerin ist seit 2015 die NJJ Capital des französischen Telekom-Unternehmers Xavier Niel.
Salt betreibt in der Schweiz seit 1999 ein eigenes landesweites Mobilfunknetz und bietet seit 2018 Internet, TV und Festnetz für Haushalte mit einem Glasfaseranschluss (FTTH) an.
Das Unternehmen firmierte von Juni 1999 bis April 2015 unter dem Namen Orange Communications SA und war nach dem Rückzug des Orange-Mutterhauses von 2012 bis 2014 im Besitz der Matterhorn Mobile SA, einer Tochter des britischen Investmentunternehmens Apax Partners.

## Geschichte

Ehemaliges Logo von 1999 bis 2015

Orange Communications SA war ein Schweizer Tochterunternehmen des französischen Mobilfunkkonzerns Orange. Es war der dritte Anbieter in der Schweiz, welcher vom BAKOM Ende der 1990er Jahre eine GSM-Konzession für den Betrieb eines landesweiten, digitalen, zellularen Mobilfunknetzes erhielt. Im Juni 1999 stiess Orange in den Schweizer Markt und bot von Beginn an eine landesweite Abdeckung durch sogenanntes "National Roaming" mit der Swisscom. Dies ermöglichte es Orange, sich ganz auf den Aufbau seines eigenen neuen Mobilfunknetzes zu konzentrieren. In der Folge beendete Orange die Mitbenutzung des Swisscom-Netzes für seine Kunden Ende Juli 2003.

### Gescheiterte Fusion mit Sunrise
Die Übernahme des britischen Mutterhauses durch France Télécom SA (heute Orange SA) im Jahre 2000 hatte für Schweizer Kunden an der Oberfläche keinerlei Bedeutung. France Télécom machte später jedoch die Vorgabe, in den jeweiligen nationalen Märkten die Nr. 1 oder Nr. 2 zu sein. In der Schweiz wäre dies nur durch eine Fusion mit dem Schweizer Mobilfunkanbieter Sunrise Communications möglich gewesen, was aber von der Schweizer Wettbewerbsbehörde Weko im April 2010 untersagt wurde. In der Folge gab France Télécom die Schweizer Tochter ab und Orange Communications wurde 2012 an die britische Investmentgesellschaft Apax Partners verkauft.

### Gerüchte um Netzzusammenlegung mit Sunrise
Am 14. Juli 2014 gab der CTO von Orange Schweiz, Johan Hall, auf Nachfrage bekannt, dass technische Abklärungen bei ihren Netzlieferanten Nokia (Orange) und Huawei (Sunrise) laufen, die eine Zusammenführung beider Mobilfunknetze zu einem Einheitsnetz auf ihre Realisierbarkeit/Umsetzungsfähigkeit hin überprüfen. Am 11. September 2014 wurde eine erneute Fusion (beider Unternehmen oder auch nur des Mobilfunknetzes) vom Präsidenten von Sunrise, Dominik Koechlin, in einem Interview verworfen.
Im Jahr 2015 kursierten in den Medien erneut Gerüchte über eine Zusammenführung der Mobilfunknetze von Sunrise und Salt. Dies wurde nach der Übernahme von Salt durch Iliad sowie der Ernennung eines neuen CEOs im Januar 2016 abermals verworfen.

### Multiple-Operator Radio Access Network (MORAN) mit Sunrise
Seit Ende 2014 wird in einzelnen Regionen bzw. Gebieten das 3G- und/oder das 4G-Signal des einen Anbieters für die Kunden des anderen Anbieters freigegeben. So ist ein Kunde von Sunrise z. B. in Kesswil TG tatsächlich zu einer Salt-Antenne oder umgekehrt ein Salt-Kunde tatsächlich zu einer Sunrise-Antenne (Altnau TG) verbunden. Dieses als „MORAN“ bezeichnete Network-Sharing ist ein Projekt beider Anbieter, welches punktuell dort eingesetzt wird, wo der eine Anbieter mangels einer eigenen Mobilfunkbasisstation das Signal des anderen Anbieters nutzt. Die gleiche Frequenz dieses einen Operators wird mit zwei Kennungen ausgesendet, um Mobilfunkkunden des anderen Anbieters einbuchen zu lassen. Seit Spätherbst 2015 konnte die Freigabe der 3G-Antennen von Salt für Sunrise-Kunden in der Stadt Zürich beobachtet werden. In der Anzeige auf dem Display der Mobiltelefone ist dies für die Kunden anhand der Kennung/Netzbezeichnung jedoch nicht ersichtlich. Lediglich mit Netzwerktools (Apps) ist dies anhand der Frequenz und der Antennen-Kennung nachvollziehbar (UARFCN 10713, 10738, 10762, 10787), was dem Salt zugewiesenen Frequenzspektrum im Bereich um 2'100 MHz (UMTS/3G) entspricht. MORAN ist bis auf weiteres (Stand: Februar 2018) in einzelnen Regionen in Betrieb, jedoch ist unklar, ob dies immer noch in Schweizer Grossstädten benutzt wird, da dort alle Anbieter ein feinmaschiges Netz (Antennendichte) besitzen.

### Übernahme
Am 18. Dezember 2014 gab das britische Investmentunternehmen Apax Partners den Verkauf von Orange an die Holdinggesellschaft NJJ Capital des französischen Milliardärs Xavier Niel bekannt, der über die Iliad-Gruppe in Mobilfunkmärkten aktiv ist. Niel ist über -   Die Übernahme erfolgte am 23. Februar 2015. Am 23. April 2015 wurde das Unternehmen in «Salt» umbenannt. So können Lizenzgebühren an Orange S.A., die nicht mehr die Eigentümerin der Orange Schweiz ist, vermieden werden.
Am 7. Dezember 2015 gab Salt überraschend bekannt, dass der CEO Johan Andsjö das Unternehmen per sofort verlässt. Pierre-Alain Allemand übernahm seine Position ad-interim. Ab März 2016 wurde Andreas Schönenberger neuer CEO von Salt. Schönenberger war der Chef von Google Schweiz. Am 1. September 2018 wurde er durch Pascal Grieder ersetzt. Im Mai 2021 wurde bekannt, dass Salt vorerst in zwei Hotelplan-Filialen (Olten und Stans) ein Teil der Verkaufsfläche untervermietet wird. Im November 2021 lancierte Salt mit GoMo ein Flatrate-Angebot für Preisbewusste. Auch die Mitbewerber Sunrise (mit Swype) und Swisscom (mit Wingo) haben solche Billigangebote lanciert. Im Februar 2023 wurde bekannt, dass Pascal Grieder zurücktritt. Finanzchef Franck Bernard übernahm ad-interim, bevor Massimiliano (Max) Nunziata im Juni übernehmen wird.

## Virtuelle Netzbetreiber MVNO
Von Herbst 2005 bis Januar 2019 nutzte der Schweizer Detailhändler Coop für sein eigenes Mobilfunkangebot «CoopMobile» Mobilfunknetz und -infrastruktur von Salt. Zu Beginn war ausschliesslich ein PrePaid-Angebot verfügbar, später wurden auch PostPaid-Verträge (= Laufzeitverträge) mit vergünstigten Mobiltelefonen oder als Flatrates (SIM-Card only) angeboten. Seit Januar 2019 nutzt CoopMobile das Netz von Swisscom.
Von Anfang 2010 bis Sommer 2014 hatte auch der Schweizer Kioskbetreiber Valora in Zusammenarbeit mit TalkEasy ein eigenes Mobilfunkangebot ok.-mobile (PrePaid) auf dem damaligen Orange-Netz angeboten. Seither erfolgte ein Wechsel auf das Mobilfunknetz von Sunrise.
UPC verwendete von 2013 bis Ende 2018 das Mobilfunknetz von Salt. Ab 2015 stand UPC-Kunden auch das 4G-Netz von Salt zur Verfügung. Streng technisch war UPC der einzige MVNO in der Schweiz, da nur die Mobilfunkstandorte (bzw. -antennen) von Salt genutzt, der Datenverkehr und deren -verarbeitung jedoch durch eigene Infrastruktur von UPC abgewickelt wurden.
Lidl Schweiz bietet unter dem Label "Lidl Connect" seit Juni 2019 ein Mobilfunkangebot (wahlweise Postpaid oder Prepaid) in Zusammenarbeit mit Salt an.
Im Jahr 2024 wurde "Post Mobile" in Zusammenarbeit mit der Schweizerischen Post AG gegründet.

## Abdeckung
Die 4G-Abdeckung (LTE/LTE-Advanced) beträgt ca. 98 % der Schweizer Wohnbevölkerung (Stand Februar 2018) und ca. 86,5 % der Schweizer Fläche (Flächenabdeckung) mit Stand Mai 2019.
Die 3G-Abdeckung (UMTS/HSPA+) liegt ebenfalls weit über 90 %.
Bei der Grundversorgung mit GSM (EDGE), erreicht Salt eine Abdeckung von über 99 % des besiedelten Gebiets der Schweiz
Im März 2023 kündigte Salt an, dass die Abdeckung in der Schweiz ab 2024 durch das Satellitennetzwerk Starlink auf 100 % erweitert werden soll.

## Mobilfunknetz

### Mobilfunknetz der 2. Generation (GSM/EDGE)
Im Gegensatz zu Swisscom und Sunrise nutzt Salt für die Abdeckung des Mobilfunkstandards der 2. Generation (GSM) schweizweit grösstenteils das 1800-MHz-Frequenzband. Dieses wurde im Zuge einer umfassenden Aufrüstung bis Mitte 2013 flächendeckend mit EDGE aufgerüstet.
Vorteil des 1800-MHz-Bandes ist eine höhere Kapazität im Vergleich zum 900-MHz-Spektrum. Nachteil ist die geringere Ausbreitungseigenschaft, was zur Folge hat, dass im Gebäudeinneren der Empfang schlechter ist als bei Nutzung des 900-MHz-Frequenzbandes. Der Grund für die überwiegende Nutzung des 1800-MHz-Spektrums ist teilweise historisch bedingt, da Orange 1999 als dritter und letzter Anbieter in den Schweizer Mobilfunkmarkt einstieg. Zum damaligen Zeitpunkt nutzten Swisscom und Sunrise-Vorgängerin diAx bereits den Grossteil des damals verfügbaren 900-MHz-Bereichs, weshalb Orange nur wenig Spektrum in diesem begehrten tiefen Bereich zugewiesen werden konnte. Bei der im Frühjahr 2012 vom BAKOM durchgeführten Mobilfunkauktion ersteigerte Orange zusätzliches Spektrum im 900-MHz-Bereich (E-GSM), was ihr eine spürbare Verbesserung der Abdeckung v. a. in ländlicheren Gebieten ermöglicht.

### Mobilfunknetz der 3. Generation (UMTS/HSPA+)
Für die Abdeckung des Mobilfunkstandards der 3. Generation (3G bzw. UMTS; in der aktuellen Version auch als HSPA+ bezeichnet) verwendet Salt ansonsten – ähnlich wie Swisscom – fast ausschliesslich das europaweit übliche 2100 MHz-Frequenzband. Die Abdeckung und Kapazität (Geschwindigkeit) des 3G-Netzes konnte die damalige Orange dank kontinuierlichen Investitionen seit 2012 deutlich erhöhen.
Zahlreiche Basisstationen von Orange beziehungsweise Salt, welche bisher ausschliesslich das GSM-Signal (2G) sendeten, wurden im Zuge der Erweiterung auf den neuen 4G-Standard (2013–2016) auch mit 3G (HSPA+) aufgerüstet. Für Erhöhungen der Sendeleistung und Nutzung bzw. Aufschaltung von zusätzlichem (bisher noch nicht bewilligtem) Frequenzspektrum ist in der Schweiz – ähnlich wie beim Neubau einer Mobilfunkantenne – eine einsprachefähige Baubewilligung von der jeweiligen Gemeinde erforderlich. Dies verursacht vergleichsweise höhere Planungskosten als im Ausland und führt überdies nicht selten zu erheblichen zeitlichen Verzögerungen, da gegen Baubewilligungen u. a. kommunal (z. B. durch Einberufung einer ausserordentlichen Gemeindeversammlung) sowie auf dem Rechtsweg bis vor das Schweizer Bundesgericht rekurriert werden kann. In Bergregionen (u. a. Kanton Graubünden) und allgemein in weniger dicht besiedeltem Gebiet sendet Salt 3G vermehrt auch auf der weitreichenden Frequenz um 900 MHz (UMTS900), so z. B. in Mon GR, Savognin GR, auf dem Hörnli ZH oder in Kemmental TG. Die Kennung ist dabei seit der Frequenzumstellung im Sommer 2014 ARFCN 2938.

### Mobilfunknetz der 4. Generation (LTE/LTE-A)
Orange hat als zweiter Anbieter in der Schweiz am 28. Mai 2013 sein 4G Mobilfunknetz (LTE) in Betrieb genommen. Zu Beginn war das 4G-Netz nur in Ballungsräumen, d. h. Schweizer Grossstädten verfügbar. Jedoch wurde das 4G-Netz bereits 2013 ausgebaut, im Gegensatz zum Marktführer Swisscom schon in den ersten Monaten nach Lancierung auch in kleineren Städten und ländlichen Regionen. Sämtliche Salt-Frequenzen aller Mobilfunkstandards (2G/3G/4G) funken über das FDD-Verfahren, bei welchem Up- und Download auf verschiedenen Frequenzen abgewickelt werden.

Frequenzband 1 (2100 MHz FDD)
Salt hat seit 2018 begonnen, zusätzlich zu den nachfolgend aufgeführten Frequenzbändern 3, 7 und 20 auch zusätzlich auf Band 1 LTE auszusenden. Es wird von ca. 700 Standorten (Juni 2019) hauptsächlich zur Kapazitätserweiterung des vorhandenen LTE 1800 + 800 Netzes verwendet.
Frequenzband 3 (1800 MHz FDD)
Salt verwendet für das 4G-Netz überwiegend LTE Band 3 auf 3300 Standorten (Juni 2019), also den Frequenzbereich um 1800 MHz. Gründe dafür sind die große Unterstützung fast aller 4G-Mobiltelefone sowie die Tatsache, dass das damalige Orange-Netz der 2. Generation (GSM / EDGE) bereits auf diesem Frequenzbereich beruht, weshalb eine Umrüstung auf diesem Frequenzband entsprechend nahe lag, da Antennen nicht getauscht werden mussten. Da Orange im Februar 2012 bei der Auktion sämtlicher Mobilfunkfrequenzen in der Schweiz durch das BAKOM ein Spektrum von insgesamt 50 MHz FDD (25 Upload, 25 Download) Bandbreite ersteigert hatte, genügt dies für den parallelen Betrieb des 2G- und 4G-Netzes auf demselben Spektrum, ohne bei der LTE-Bandbreite sparen zu müssen (20 MHz FDD = 150 MBit Download, 50 MBit Upload).
Frequenzband 7 (2600 MHz FDD)
Bereits in Betrieb bei Salt ist überdies LTE-Band 7 (2600 MHz; Kennung UARFCN 3300; u. a. im Hauptbahnhof Zürich oder in der Shopping Arena in St. Gallen). Dieses LTE-Band bietet aufgrund der hohen Frequenz eine geringere Reichweite und eignet sich daher für stark frequentierte Orte (Bahnhöfe, OpenAirs, Ausstellungen, Einkaufszentren, Messen usw.) bei denen viele, kleine Mobilfunzellen optimal sind. LTE 2600 wird derzeit (Juni 2019) von ca. 200 Standorten abgestrahlt, es wird hauptsächlich, aber nicht exklusiv, für Smallcells/Microcells verwendet. Des Weiteren wird es eingesetzt, wenn die Kapazität aller 3 anderen Bänder zusammen nicht ausreicht.
Frequenzband 20 (800 MHz FDD)
Seit 2014 steht Salt auch ein Teil des Frequenzbereiches um 800 MHz zur Verfügung. Dieses tiefe Spektrum fand bis Ende 2013 für den digitalen Rundfunk Verwendung (DVB-T) und wird als «Digitale Dividende» bezeichnet.
Bei der Versteigerung der Mobilfunkfrequenzen Ende 2011/Anfang 2012 ersteigerten alle drei Schweizer Netzbetreiber Salt (damals Orange), Sunrise und Swisscom jeweils ein duplex-Spektrum von 10 MHz (10 MHz Upload und 10 MHz Download).
Vorteile dieses tiefen Spektrums sind vergleichsweise grössere Reichweiten (Flächenabdeckung in ländlichem/gebirgigem Raum) sowie bessere Gebäudedurchdringung als bei 4G im Bereich um 1800 MHz oder 2600 MHz. Ein Nachteil bei LTE 800 ist die geringere Datenkapazität: bei Salt ist wie bei beiden Schweizer Mitbewerbern LTE 800 mit einer Bandbreite von 10 MHz (= ca. 75 Mbit/s) nur halb so schnell wie LTE 1800, wo alle Schweizer Netzbetreiber ein Spektrum von bis zu 20 MHz Bandbreite schalten können (= ca. 150 Mbit/s).
Salt begann im Frühjahr 2014 mit dem Aufbau des 4G-Netzes auf Band 20 (LTE800). Die Kennung ist EARFCN 6400. Die Uploadträgerfrequenz liegt bei 857 MHz, die Downloadträgerfrequenz bei 816 MHz. Seit Mitte 2019 wird LTE auf Band 20 (800 MHz) von ca. 2000 Salt Standorten abgestrahlt.

### Mobilfunknetz der 5. Generation (5G NR)
Ähnlich wie der Mutterkonzern Iliad wollte Salt ursprünglich, beim Aufbau des 5G-Netzes in der Schweiz, mit Nokia kooperieren. Da Nokia allerdings Lieferengpässe von entsprechendem 5G-Equipment bekundete und Salt dadurch den Konkurrenten Swisscom und Sunrise hinterherhinkte, gab die Nummer drei im Schweizer Mobilfunkmarkt im März 2020 bekannt, dass sie, bezüglich des 5G-Netz-Ausbaus, mit dem aufgrund der US-Sanktionen bereits umstrittenen Anbieter Huawei eine Kooperation einzugehen gedenkt. Am 27. August 2020 hat Salt das 5G-Netz für Kunden eingeschaltet, gesendet wird im Band n78 (3500 MHz) und im Band n28 (700 MHz).

### Entwicklung seit 2017
Salt erreicht eine 4G-Abdeckung von 97 % des besiedelten Gebietes der Schweiz (Stand: Oktober 2017). Die geografische Abdeckung (Flächenabdeckung) beträgt ca. 65 %. 2016 hatte Salt rund 500 Handyantennen aufgerüstet und 100 neue gebaut. 2017 rüstet Salt weitere 700 Antennen auf und baut weitere 100 neue Antennen(-standorte). Bei den Aufrüstungen handelt es sich insbesondere um einen Austausch der bestehenden Antennenmodule durch neue Antennen, welche auch für tiefe Frequenzen und somit für bessere Abdeckung (LTE800 und UMTS900) geeignet sind. 2019 wollte Salt 5G einführen, was jedoch erst 2020 stattfand. Per 10. Januar 2023 stellte Salt den MMS-Dienst ein.

## Festnetz, Internet & Fernsehen
Bereits unter dem Namen Orange gab es in Zusammenarbeit mit VTX Festnetz-Internet. Dieses Angebot war jedoch nicht sehr erfolgreich, weshalb der Anbieter vor einigen Jahren das Angebot wieder einstellte. Seit dem 20. März 2018 bietet Salt nun ein Breitband-Festnetzangebot auf dem Schweizer Glasfasernetz (FTTH) an. Es umfasst einer Festnetzrufnummer inklusive unlimitierten Anrufen in alle Schweizer Netze (Mobilfunk- und Festnetz), ein TV-Angebot (Apple 4K UHD Box) in Zusammenarbeit mit Salt TV mit über 250 Sendern, die Möglichkeit 500 Sendungen auf der Cloud zu speichern, eine Replay Funktion mit sieben Tagen und Zugang zum Streamingdienst Hollystar. Zudem bietet Salt mit der Glasfasertechnologie XGS-PON auf dem Glasfasernetz (FTTH) Geschwindigkeiten von bis zu 10 Gbit/s (symmetrisch, d. h. Download und Upload) an.